# Pothyne celebensis
Pothyne celebensis là một loài bọ cánh cứng trong họ Cerambycidae.